# Abus sexuels dans l'archidiocèse de Boston
Pour un article plus général, voir Abus sexuels sur mineurs dans l'Église catholique aux États-Unis.
Les abus sexuels dans l’archidiocèse de Boston sont une série de crimes s'inscrivant dans le cadre des affaires d'abus sexuels sur mineurs dans l'Église catholique, aux États-Unis et en Irlande, au début des années 2000.

## Histoire

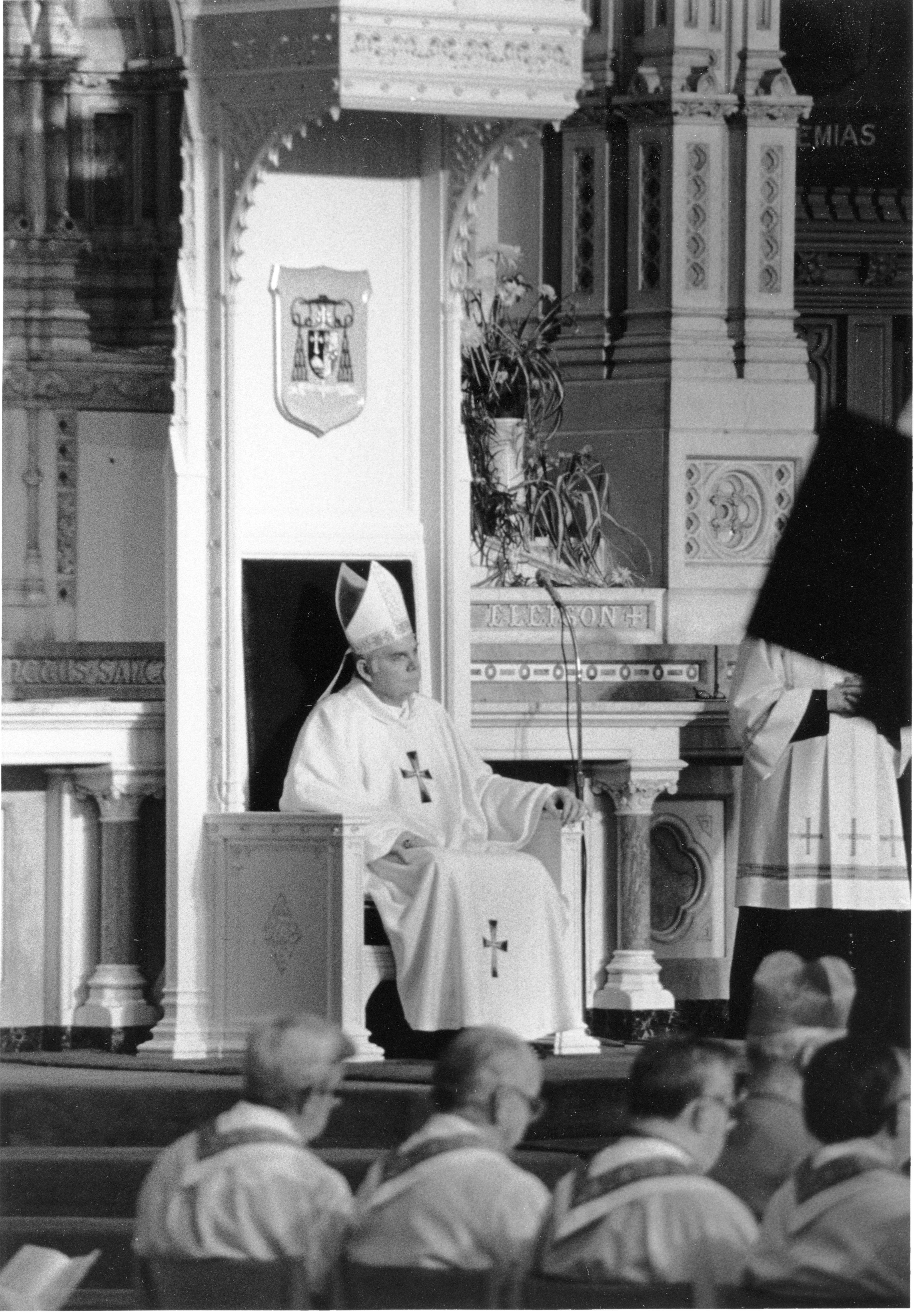
Bernard Law, archevêque de Boston de 1984 à 2002.

Au début de l'année 2002, le Boston Globe a révélé une série de poursuites pénales à l'encontre de cinq prêtres catholiques, mettant en lumière la question des abus sexuels sur mineurs commis au sein de l’Église catholique. La couverture de ces affaires a encouragé d'autres victimes à s'exprimer sur des abus qu’elles ont subis, entraînant d'autres poursuites, et de nouvelles affaires judiciaires.
Le nombre important d'allégations s'étant révélées a fait émerger le fait qu’il ne s'agissait pas de cas isolés, et que ces affaires étaient cachées par un large nombre de diocèses, à travers tous les États-Unis. Ce qui apparaissait alors comme quelques affaires éparses s'est transformé en un scandale d'ampleur nationale. Ce scandale a généré une crise pour l’Église catholique aux États-Unis, et a encouragé d'autres victimes à travers le monde à s'exprimer. Cela diffusa cette crise dans l’Église catholique de manière internationale, poussant à la démission l'archevêque de Boston, Bernard Law, en 2002. En fin de compte, ces révélations ont mis au jour des abus au sein de l’Église catholique s'étendant à plusieurs milliers de victimes, sur plusieurs décennies. Si la plupart des affaires ont été relevées aux États-Unis, des victimes se sont manifestées aussi dans de nombreux autres pays, comme l'Irlande, le Canada, ou encore l'Australie.
L'un des facteurs aggravants fut l’action des évêques catholiques pour garder ces crimes secrets, réassignant les prêtres accusés dans d'autres paroisses où ils ont pu continuer d'avoir des contacts non-encadrés avec des enfants, ce qui fut considéré comme une manière d'autoriser les coupables à continuer leurs pratiques. 
L'enquête du Boston Globe fut publiée par l'équipe Spotlight, sous le nom Spotlight Investigation: Abuse in the Catholic Church.

### Dans la fiction
Cette affaire est traitée en 2005 par le téléfilm de Dan Curtis Ordre et Châtiment, le péché de nos pères et par le film Spotlight de Tom McCarthy, sorti en 2015.